# Karéjos levelű szivarfa

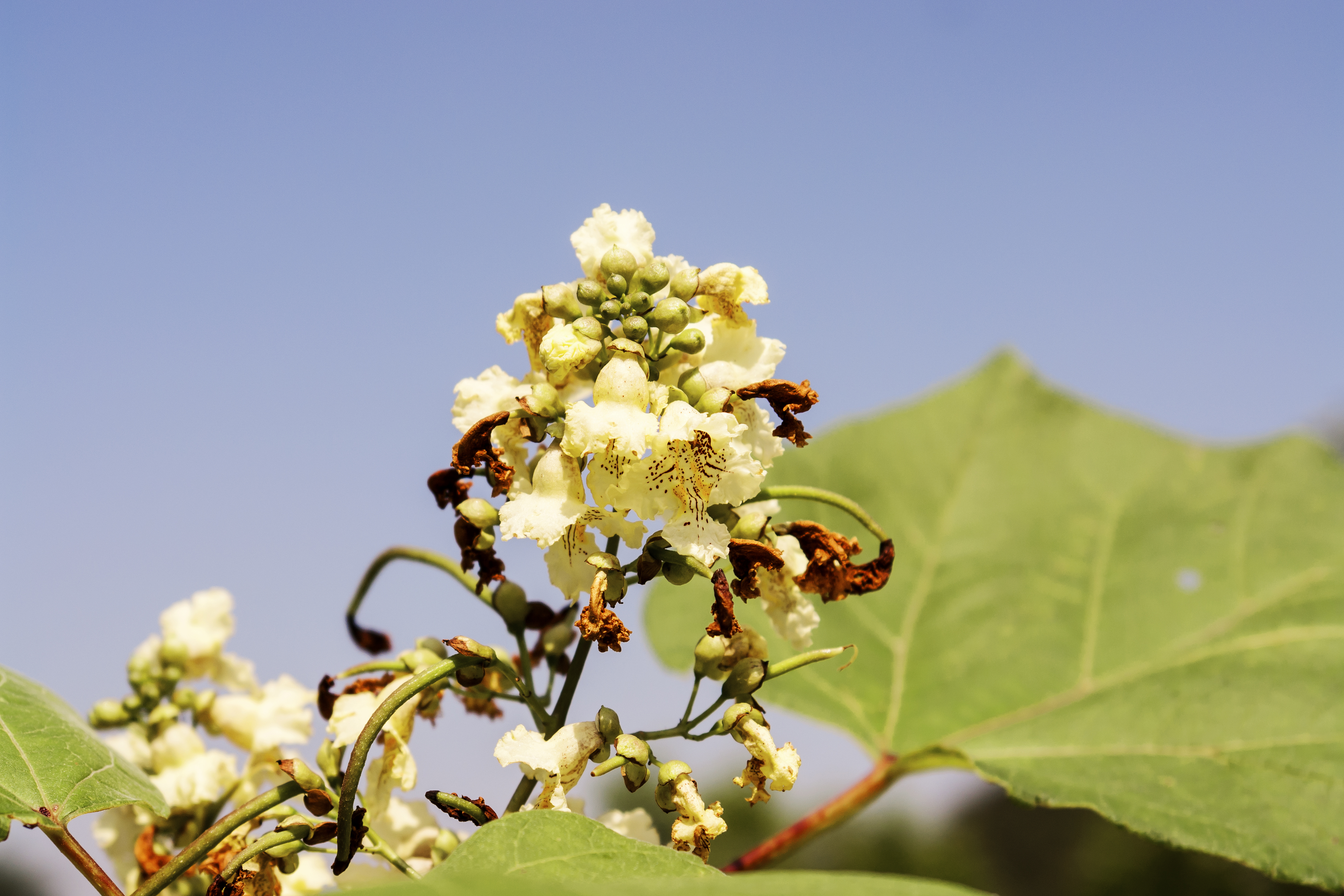
Virágzata

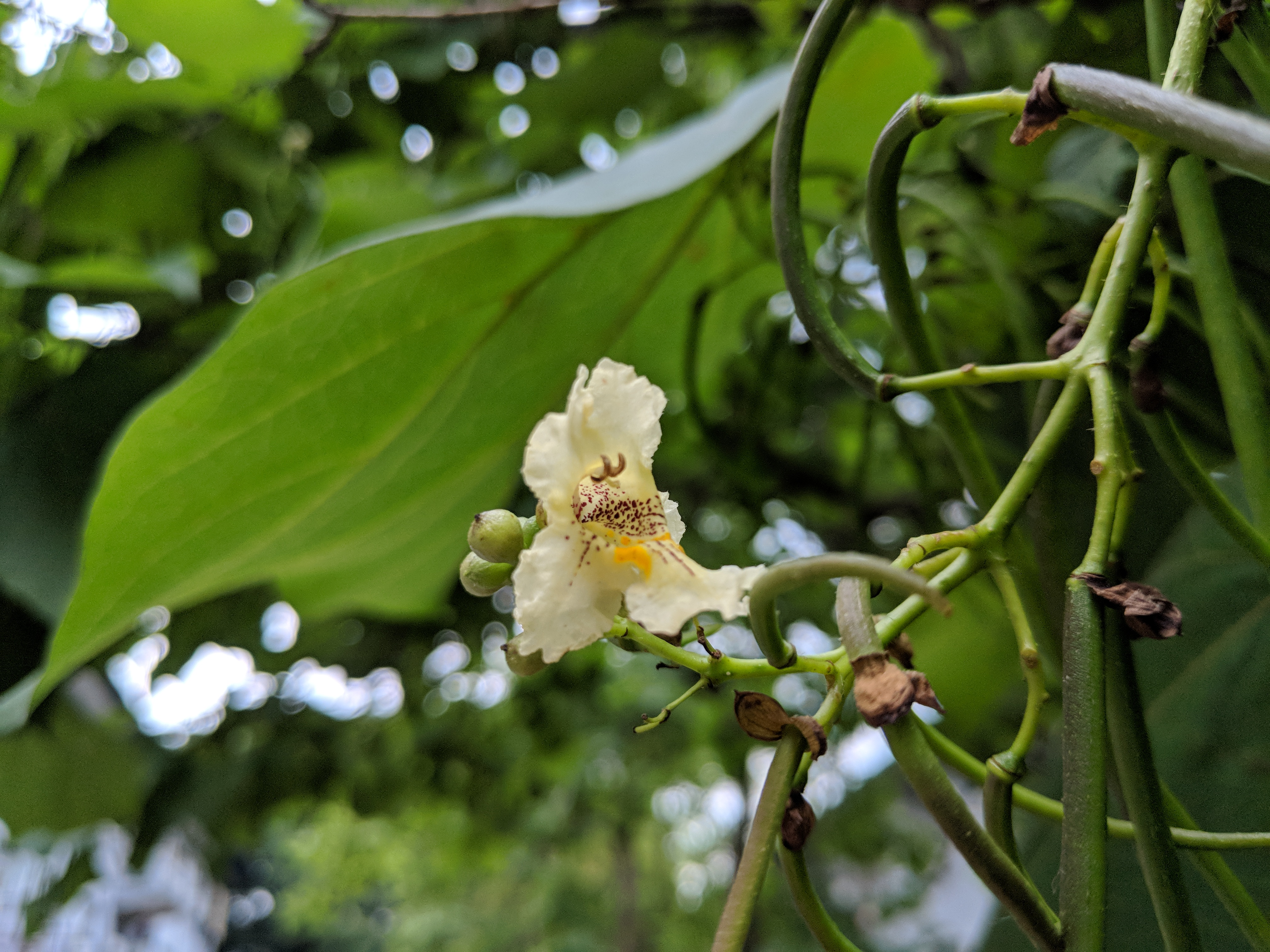
Egy virága

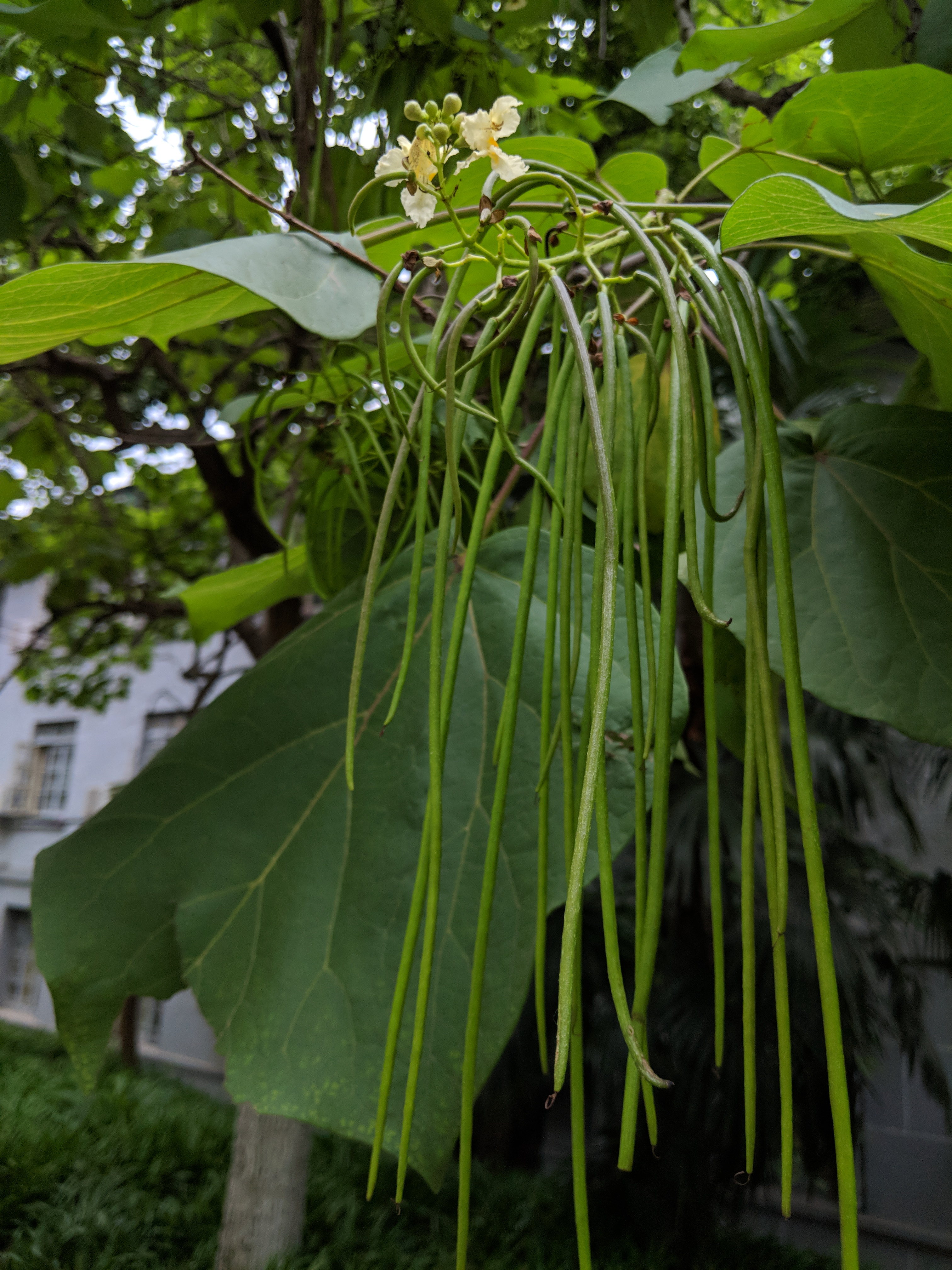
Termése (Vuhan, a Közép-Kínai Egyetem parkjában)

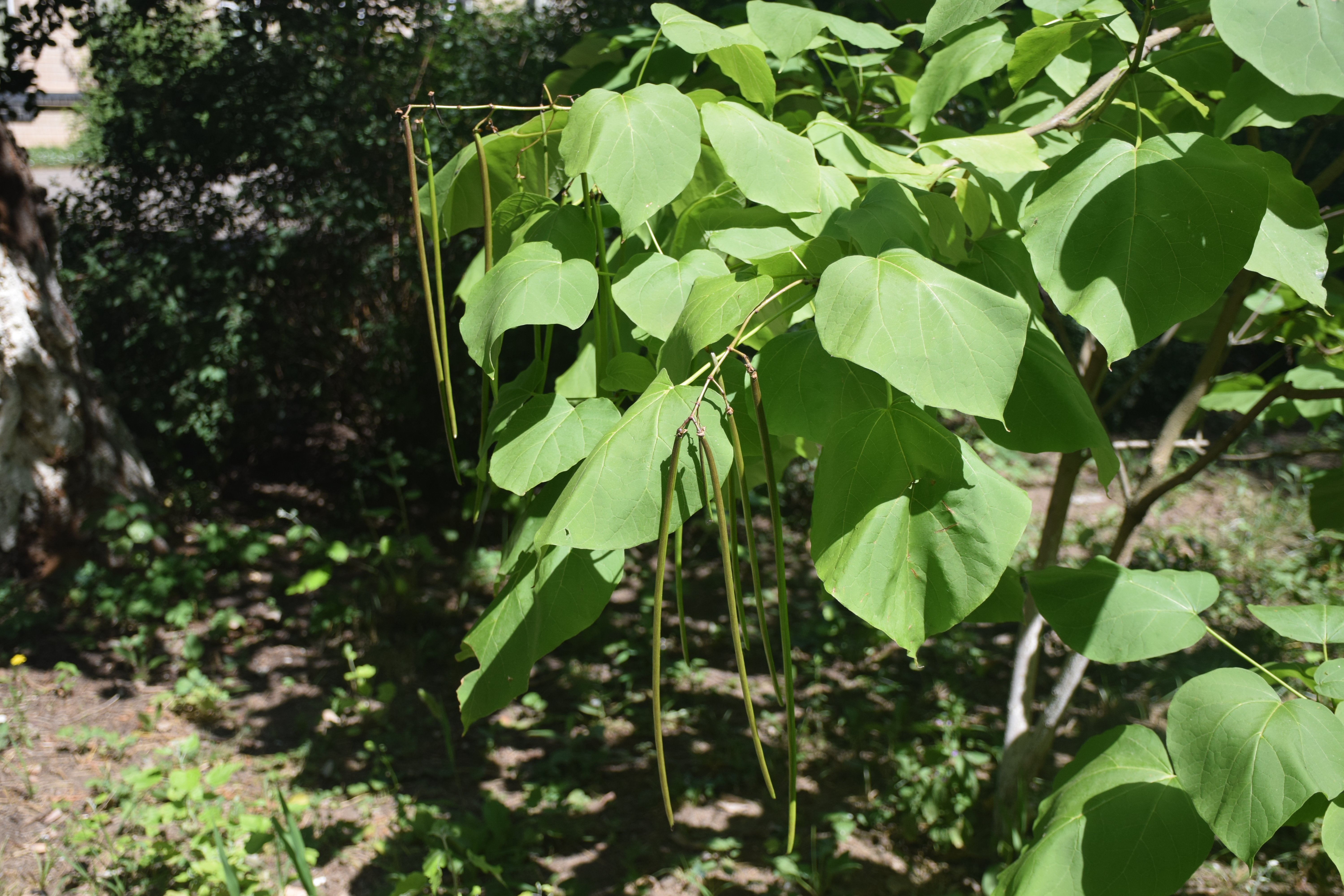
Levélzete és termése egy Dnyeszter-menti parkban

A karéjos levelű szivarfa (Catalpa ovata) az ajakosvirágúak (Lamiales) rendjébe sorolt a szivarfafélék (Bignoniaceae) családjában a szivarfa (Catalpa) nemzetség egyik faja.

## Származása, elterjedése
Eredeti élőhelye Kína (és talán Japán). Dísznövényként sokfelé, így Európában is ültetik.

## Megjelenése, felépítése
Mintegy 22 m magasra nő meg. Fiatalon koronája gömb alakú, a görbült, idősebb példányoké karcsú. Pikkelyes-bordás kérge szürkésbarna.
Fénytelen, sötét sárgászöld, erősen karéjos levelei a szívlevelű szivarfa (Catalpa bignonioides) leveleinél kisebbek, de a 25 cm hosszt azért elérhetik, kb. olyan szélesek, mint amilyen hosszúak. A rövid, merev szőrökkel borított levelek nyele sötétpiros. A levélváll alatt elhelyezkedő mirigyekből nektár szivárog, mint a szőlőborsfa leveleiből.
Sárgán csíkos fehéres, messziről krémszínűnek tűnő virágait vöröses pöttyök tarkítják.
Virágai rózsaszínesek.

## Életmódja, termőhelye
Lombhullató. Virágai a szívlevelű szivarfáéval egy időben nyílnak.